# Schlacht bei Las Navas de Tolosa

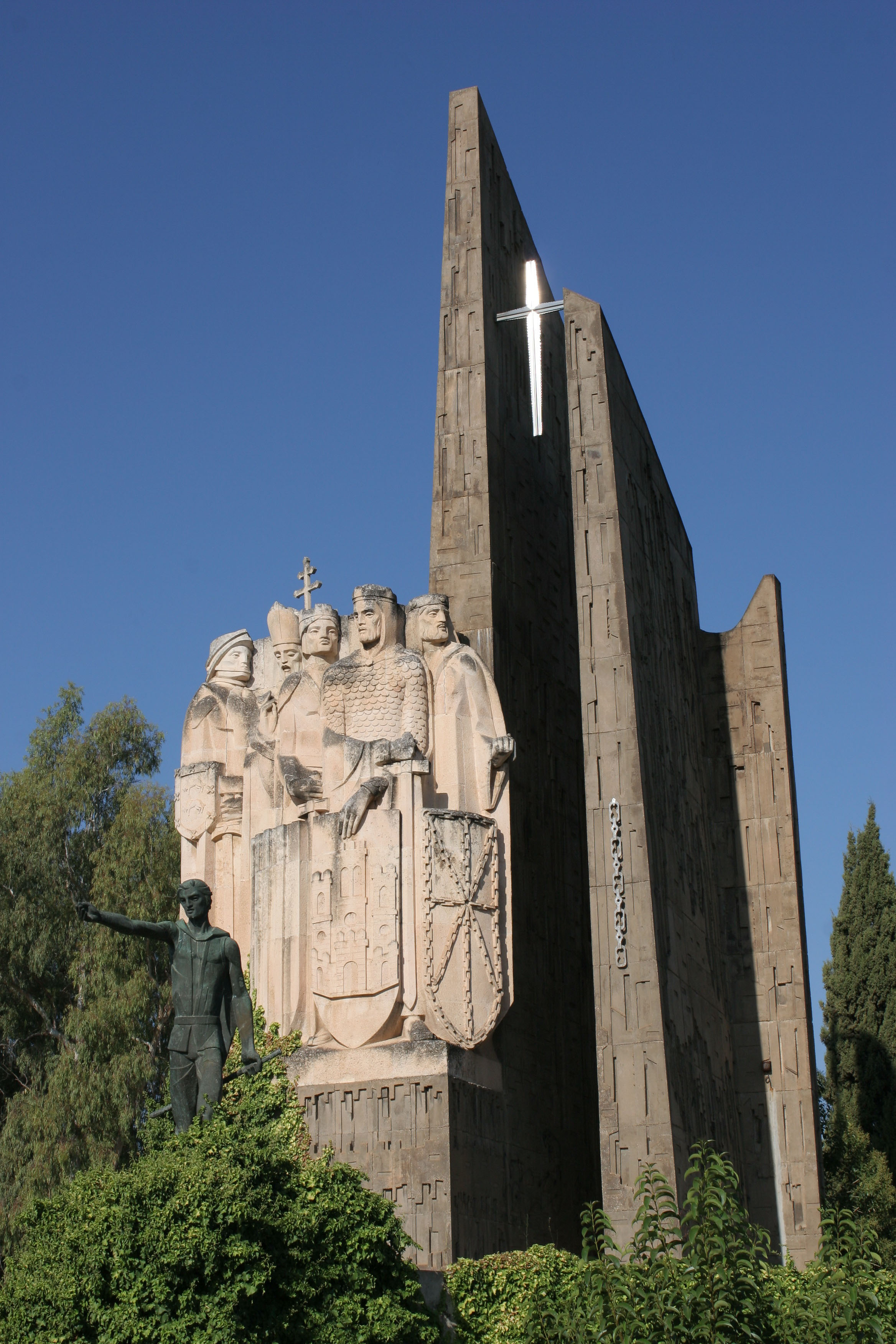
Denkmal in La Carolina
(Lage:)

In der Schlacht bei Las Navas de Tolosa, benannt nach der gleichnamigen Burg im Norden der heutigen spanischen Provinz Jaén auf dem Gebiet der modernen Gemeinde La Carolina, besiegte am 16. Juli 1212 ein Bündnis der Königreiche Kastilien, Aragón, Portugal und Navarra unter Alfons VIII. die maurischen Almohaden unter Kalif Muhammad an-Nasir. In der Folgezeit gelang es den christlichen Reichen, weite Teile des muslimischen Herrschaftsgebietes auf der iberischen Halbinsel zu erobern.

## Vorgeschichte
Mit dem Niedergang der Almoravidenherrschaft in Al-Andalus nahmen die christlichen Reiche in Nordspanien ihre Expansion gegen die muslimischen Gebiete wieder auf. Nachdem es mit den Almohaden, die im 12. Jahrhundert die Herrschaft in Al-Andalus übernommen hatten, zu mehreren Kämpfen gekommen war, erlitt Kastilien in der Schlacht bei Alarcos 1195 gegen die Almohaden unter Yaʿqūb al-Mansūr eine schwere Niederlage. Damit wurden die christlichen Vorstöße von den Muslimen zunächst aufgehalten.
1211 überquerte Kalif Muhammad an-Nasir mit einem großen Heer die Straße von Gibraltar, überfiel die christlichen Gebiete und eroberte die Ordensburg Salvatierra des Ordens von Calatrava. Die meisten Soldaten des Heeres kamen aus Nordafrika.
Daraufhin rief Papst Innozenz III. zu einem Kreuzzug auf und Erzbischof Rodrigo Jiménez de Rada von Toledo organisierte ein Bündnis der Königreiche Portugal, León, Kastilien, Navarra und Aragón gegen die Almohaden.

## Aufstellung und Annäherung der Heere
Die Kreuzritter versammelten sich Ende Mai in Toledo. Das christliche Heer bestand aus einem kastilischen Kontingent unter Führung von Alfons VIII., einem aus Aragoniern und Katalanen bestehenden Kontingent unter Führung von Peter II. von Aragonien, einem Kontingent aus Vasallen von Alfons IX., dem König von León, und einem Kontingent aus „Francos“ (französische Kreuzfahrer) mit den Prälaten von Narbonne, Bordeaux und Nantes.
Anfang Juni brach die Armee Richtung Süden auf. Die Stadt Calatrava la Vieja, die den Zugang zu Al-Andalus schützte, wurde bald eingenommen. Ihr Verlust war ein schwerer Rückschlag für die muslimische Seite. Der Verteidiger der Stadt, Yusuf ben Kadis, wurde nach ihrem Fall auf Befehl des Kalifen an-Nasir hingerichtet.
Dieser Sieg führte dazu, dass die meisten der transpyrenäischen Kreuzfahrer ihr Gelübde als erfüllt ansahen und die Heimreise antraten. Eine Ausnahme bildete das Kontingent des Bischofs von Narbonne, des Zisterziensers Arnold Amalrich. Die Anhänger Amalrichs waren in den Kämpfen des Albigenserkreuzzugs verrohte und fanatisierte Kämpfer, die nicht verstanden, warum Alfons VIII. die muslimische Bevölkerung der Stadt verschonte. Alfons sah in den Muslimen neue Untertanen, die er benötigte, um die Eroberung zu halten und zu bewirtschaften.
Am 24. Juni 1212 verließ die christliche Armee erneut Toledo. Sie bestand nun hauptsächlich aus hispanischen Kräften, nachdem auch Sancho VII., König von Navarra, zum Heer gestoßen war.
Die Kreuzritter überquerten die Sierra Morena auf Wegen, die von den Mauren nicht überwacht wurden, und schafften es so, den Despeñaperros-Pass zu überschreiten und sich dem feindlichen Heerlager unbemerkt anzunähern. Am Freitag, dem 13. Juli 1212, standen die Christen in einem Lager auf dem Abstiegsweg, von wo aus sie das almohadische Heer erblickten. Der spätere Kampfplatz lag etwa zehn Kilometer nördlich der almohadischen Burg von Las Navas de Tolosa in einer hügeligen Gegend am Südfuß der Sierra Morena.
Der Fahnenträger des Königs von Navarra, Diego López de Haro, stieg mit Hilfe eines ortskundigen Hirten auf den Berg Puerto de la Losa und kundschaftete von der Anhöhe die Aufstellung des feindlichen Heeres aus. Dies war während der Schlacht ein entscheidender Vorteil für die Christen.
Der Kalif Muhammad an-Nasir befand sich zur selben Zeit in seinem Heerlager, wo er für sich auf einem Hügel ein provisorisches Kastell errichten ließ. Seine Truppen bestanden aus zwei Reiterkontingenten von freiwilligen Berbern und Andalusiern sowie den regulären Truppen der Almohaden. Eine Leibgarde war zum Schutz des Fürsten um dessen Zelt aufgestellt. Ebenfalls Teil der Armee waren die Abiden, mit Bogen bewaffnete Sklaven.
Während der nächsten zwei Tage kam es nun ständig zu kleineren Scharmützeln.

## Die Schlacht
Nachdem sie die Beichte abgelegt und die Kommunion empfangen hatten, griffen die Christen am Morgen des 16. Juli 1212 die feindlichen Stellungen an.
Die Kastilier und die militärischen Orden bildeten das Zentrum. Rechts wurden sie von den Navarrern und den Stadtmilizen von Avila, Segovia und Medina del Campo flankiert und links von den Truppen aus Aragonien. Die Muslime hatten ihre Truppen in drei Reihen aufgestellt. In der Ersten standen fanatische, aber nur leicht bewaffnete Krieger, die wahrscheinlich geopfert werden sollten, um die Kavallerie der Christen abzufangen. Muhammad an-Nasir verschanzte sich mit einer Gruppe schwer bewaffneter Sklaven, die in der Nähe seines Zeltes angekettet waren.
Der Angriff begann unglücklich für die Christen. Während der Pfeilhagel der Mauren den christlichen Truppen schwere Verluste zufügte, fing die leichte Kavallerie an, die Flügel des christlichen Heeres zu umfassen. Mehrere Einheiten begannen daraufhin, sich vom Schlachtfeld abzusetzen. 
Unter Führung des Königs von Kastilien und des Bischofs von Toledo gelang es der Kavallerie der Christen, in das Zentrum der Berber vorzustoßen. Als die Könige von Aragonien und Navarra die Situation wahrnahmen, begannen sie ebenfalls mit ihrem Angriff auf die jeweilige Flanke des Feindes.
Den Christen im Zentrum gelang es, bis zu den Stellungen der Bogenschützen der Almohaden vorzudringen und diese im Nahkampf niederzumachen. Der nun persönlich in Bedrängnis geratene muslimische Anführer, Muhammad an-Nasir, setzte sich daraufhin mit seiner Leibwache ab, was eine Panik im ohnehin bereits zurückweichenden muslimischen Heer auslöste. Auf der Flucht erlitten sie verheerende Verluste.
Infolge der ungeordneten Flucht der Almohaden fiel den Christen das Feldlager der Muslime und damit eine gewaltige Kriegsbeute in die Hände, darunter auch die Standarte (Pendón) des Kalifen. Sie ist heute im Kloster Santa María de las Huelgas Reales in Burgos ausgestellt.
Nach dem Sieg zelebrierte der Bischof von Toledo auf dem Schlachtfeld ein Te Deum, um Gott für den Sieg zu danken. In bald entstehenden Legenden wurde der Sieg der göttlichen Hilfe der Heiligen Mutter Gottes von Rocamadour zugeschrieben.

## Truppenstärken und Verluste
Die Größe der an der Schlacht beteiligten Heere und ihrer Verluste lässt sich heute mangels detaillierter Überlieferungen zu diesem Aspekt kaum noch präzise ermitteln. König Alfons VIII. schätzte das christliche Heer, das sich zuvor in Toledo sammelte, auf 2.000 Ritter mit ihren Knappen, 10.000 berittene Sergeanten und bis zu 50.000 Mann Fußvolk. Erzbischof Rodrigo von Toledo bezifferte das almohadische Heer auf 185.000 Ritter und eine unbestimmbare Masse von Fußsoldaten sowie ihre Verluste auf 200.000 Mann. Muslimische Quellen berichten gar, dass von 600.000 almohadischen Kämpfern nur 600 überlebten. All diese Zahlen gelten aus moderner Sicht als dramatisch übertrieben.
Dem Reconquista-Historiker Joseph F. O’Callaghan zufolge betrug die Anzahl der Kämpfer bei den zeitgenössischen Schlachten dieser Größenordnung oft nicht mehr als 3.000 bis 5.000 Mann auf jeder Seite. Der spanische Historiker Martín Alvira Cabrer schlägt für das christliche Heer eine ungefähre Truppenstärke von 3.500 bis 5.500 Berittenen und 7.000 bis 12.000 Mann Fußvolk vor, wobei er auf die Untersuchungen des Militär- und Medizinhistorikers Carlos Vara Thorbeck verweist, der aufgrund seiner Auswertung der Abmessungen des Kriegslagers 1999 zu einer Schätzung der Gesamtstärke des Kreuzfahrerheeres auf ca. 12.000 Männer gelangte, was gut zu dem von Alvira angenommenen Größenrahmen passt. Die sehr schwer schätzbare Größe des Almohadenheeres nimmt Vara mit höchstens 22.000 Mann an, während Alvira auf der Grundlage der Chronistenberichte davon ausgeht, dass es wenigstens doppelt so groß wie das christliche Heer gewesen sein muss. In seinen neueren Veröffentlichungen nennt der Autor eine Zahl von 25.000 bis 30.000 andalusisch-almohadischen Kämpfern, wobei der Anteil Leichtbewaffneter sehr viel höher lag als im christlichen Ritterheer und die muslimischen Streitkräfte im Verhältnis über weniger berittene und schwer gepanzerte Elitesoldaten verfügten. Damit handelte es sich um eine der größten Feldschlachten des Hochmittelalters überhaupt.

## Folgen
Muhammad an-Nasir floh zunächst nach Baeza. Alfons VIII. begann jedoch umgehend mit der Verfolgung und zwang den Kalifen, nach Marokko überzusetzen, wo er im Jahr darauf starb.
Außer der Eroberung von Baeza und der Besetzung des Guadalquivir-Tals durch die Christen hatte die Schlacht von Las Navas de Tolosa keine unmittelbaren Folgen. Der Sieg eröffnete aber den Weg für die Eroberung der südlichen Iberischen Halbinsel.
Die Muslime konnten sich in der Folgezeit nicht mehr von dieser Niederlage erholen, zumal der christliche Sieg die Legende der Unbesiegbarkeit der Almohaden widerlegte. In den folgenden Jahrzehnten wurde Al-Andalus von Kastilien und Aragón unterworfen: Córdoba fiel 1236, Sevilla 1248 und Cádiz 1261. Nur die Nasriden von Granada konnten ihre Herrschaft unter Anerkennung der kastilischen Oberhoheit noch bis 1492 behaupten.
Die Burg von Calatrava la Nueva, in der Nähe von Almagro, wurde mit Hilfe muslimischer Kriegsgefangener durch den Orden von Calatrava zwischen 1213 und 1217 erbaut.